# Berg Encyclopedia of World Dress and Fashion
La Berg Encyclopedia of World Dress and Fashion (en català, Enciclopèdia Berg de la indumentària i la moda al món) és una enciclopèdia escrita en anglès i composta per set-cents seixanta articles dedicats a l'àmbit del cos humà vestit i a l'ornament en diferents cultures i al llarg de la història, tot explorant temes d'identitat personal i social relacionada amb l'activitat de vestir-se. Els seus deu volums estan dedicats a descriure i interpretar el vestit i la moda en diferents indrets del món, i estan organitzats per criteris geogràfics. L'últim volum revisa les perspectives globals d'estudi del vestit i de la moda en l'actualitat i de cara al futur.

## Descripció
L'obra, composta per 760 articles i escrita per més de 600 experts internacionals, parteix de perspectives multidisciplinàries i pluriculturals que permeten entendre la riquesa i la complexitat del vestit en totes les seves manifestacions.
Les definicions de vestit, indumentària i moda són el punt de partida i també l'enfocament principal de les diferents contribucions: el vestit s'analitza com una modificació del cos, la indumentària es relaciona amb la història o l'exhibició en un museu, i la moda correspon als canvis, relacionats amb les alteracions del cos i dels ornaments, en curts períodes.

## Premis i reconeixements
La Berg Encyclopedia of World Dress and Fashion va ser guardonada amb la Medalla de Dartmouth de referència excepcional del 2011. Aquest és un premi atorgat a les obres de consulta (com diccionaris, enciclopèdies o bancs d'imatges) per l'American Library Association i és el primer cop, des de la seva creació, que el premi s'ha concedit a una obra del sector del disseny.
D'altra banda, també ha estat guardonada amb el Premi del Llibre de la Fira Digital de Frankfurt 2011 i Premi al Millor lloc web 2011 per la llibreria FutureBook.

## A Catalunya
A Catalunya es pot consultar al Centre de Documentació del Museu del Disseny de Barcelona.